# Gran Premi Ciclista de Quebec 2010
El Gran Premi Ciclista de Quebec 2010 fou la primera edició del Gran Premi Ciclista del Quebec. La cursa es disputà el 10 de setembre de 2010. Aquesta fou la 16a prova de l'UCI ProTour 2010 i la 24a del Calendari mundial UCI 2010. Junt al Gran Premi Ciclista de Mont-real és una de les dues proves ProTour que es disputen a Amèrica del Nord. La victòria fou pel francès Thomas Voeckler (BBox Bouygues Telecom) gràcies a un atac en els dos darrers quilòmetres.

## Recorregut
La cursa es disputa en un circuit de 12,6 quilòmetres al qual s'han de donar 15 voltes i un total de 189 km. La línia d'arribada es troba en pujada.

## Participants
El 18 equips World Tour són presents en aquesta cursa, així com tres equips continentals convidats: BBox Bouygues Telecom, BMC Racing Team i Cofidis. Una selecció canadenca és el 22è equip.
| Núm     | Equip              |
| ------- | ------------------ |
| 1-8     | Garmin-Transitions |
| 11-18   | Euskaltel–Euskadi  |
| 21-28   | Rabobank ProTeam   |
| 31-38   | Team RadioShack    |
| 41-48   | Liquigas-Doimo     |
| 51-58   | Quick Step         |
| 61-68   | Team Sky           |
| 71-78   | FDJ                |
| 81-88   | Team Saxo Bank     |
| 91-98   | Team Katusha       |
| 101-108 | AG2R La Mondiale   |

| Núm     | Equip                 |
| ------- | --------------------- |
| 111-118 | Lampre-Farnese Vini   |
| 121-128 | Team HTC-Columbia     |
| 131-138 | Caisse d'Epargne      |
| 141-148 | Milram                |
| 151-158 | Astana Qazaqstan Team |
| 161-168 | Omega Pharma-Lotto    |
| 171-178 | Footon-Servetto       |
| 181-188 | BBox Bouygues Telecom |
| 191-198 | BMC Racing Team       |
| 201-208 | Cofidis               |
| 211-218 | Canadà                |

## Classificació final
|    | Ciclista                   | Equip                 | Temps      | Punts UCI |
| -- | -------------------------- | --------------------- | ---------- | --------- |
| 1  | Thomas Voeckler (FRA)      | BBox Bouygues Telecom | 4h 35' 26" | 80        |
| 2  | Edvald Boasson Hagen (NOR) | Team Sky              | + 2"       | 60        |
| 3  | Robert Gesink (NED)        | Rabobank ProTeam      | + 2"       | 50        |
| 4  | Ryder Hesjedal (CAN)       | Garmin-Transitions    | + 2"       | 40        |
| 5  | Staf Scheirlinckx (BEL)    | Omega Pharma-Lotto    | + 2"       | 30        |
| 6  | Alessandro Ballan (ITA)    | BMC Racing Team       | + 2"       | 22        |
| 7  | Fabian Wegmann (GER)       | Milram                | + 2"       | 14        |
| 8  | Maxime Monfort (BEL)       | Team HTC-Columbia     | + 2"       | 10        |
| 9  | Francesco Reda (ITA)       | Quick Step            | + 2"       | 6         |
| 10 | Damiano Cunego (ITA)       | Lampre-Farnese Vini   | + 2"       | 2         |